# Вулиця Володимира Винниченка (Київ)
Ву́лиця Володи́мира Винниче́нка — вулиця в Шевченківському районі міста Києва, місцевості Кудрявець та Солдатська слобідка. Пролягає від Обсерваторної до Гоголівської та Павлівської вулиць.
Прилучається вулиця Івана Драча.

## Історія
Вулиця виникла в 1910–1914 роках, мала назву Новопа́влівська (як продовження Павлівської вулиці). 1961 року перейменована на честь радянського державного діяча Юрія Коцюбинського.
Протягом 2005–2011 років декілька разів пропонувалися проєкти перейменування вулиці на честь українського громадсько-політичного діяча, письменника й драматурга Володимира Винниченка , однак вони не були здійснені. Сучасна назва — з 2015 року.

## Забудова
Вулиця забудовувалася з початку XX століття, тому будинки на ній відносяться до різних епох і стилів. Серед них виділяється будинок Центральної басейнової лікарні — колишньої Лютеранської лікарні, зведеної на кошти київських німців у 1913 році. Проєкт будівлі в стилі середньовічного замку складався в Мюнхені, а керував будівництвом київський архітектор Едуард Брадтман. На зведення лікарні німці-лютерани зібрали 100 тисяч карбованців.
Наприкінці вулиці з парного боку розташовані чотири п'ятиповерхові будинки в стилі конструктивізму — так звані будинки кооперативу «Жовтнівка».
Ще одним яскравим взірцем конструктивізму є будинок № 1/11 на розі з Обсерваторною вулицею — колишній гуртожиток Польського педагогічного інституту, зведений на початку 1930-х років. Це була лише перша черга з проєкту зведення комплексу інституту та гуртожитків, який так і не втілили повністю в життя. Автором проєкту був архітектор Володимир Заболотний, співавторами — Василь Дюмін, Борис Ведерніков та О. Недопака. Було зведено два гуртожитки: першим був будинок № 1/11, другим — будинок № 3, а також зведено частину будівлі інституту (зараз — будинок № 5), але восени 1935 року Польський педагогічний інститут ліквідували.

## Культові споруди
На території Басейнової лікарні знаходиться церква Віленської-Остробрамської ікони Божої Матері. Конфесійно належить Українській православній церкві Московського патріархіту (благочинії західного округу Київської митрополії). Храм був вікритий у 2002 році, перша літургія відбулася в серпні 2003 року. Розташовується в пристосованому приміщенні за адміністративним корпусом лікарні. Є єдиною в Україні церквою, присвяченою Віленсько-Остробрамській іконі Божої Матері. Настоятель — архімандрит Іона (Радзівіл). Храмове свято — 8 січня. 
Сьогодні храм належить парафіянам ПЦУ, а настоятелем служить капелан священик Євгеній Копайгородський. 

## Пам'ятники та меморіальні дошки
- Буд. № 9 — меморіальна дошка на честь вченого-терапевта Вадима Іванова (1892–1962), який 1933 року заснував у цьому будинку терапевтичну клініку й працював у ній до 1962 року. Відкрита 15 січня 1963 року, скульптор Іван Кавалерідзе, архітектор Раїса Бикова.

## Установи та заклади
- Інститут навчальної літератури Міністерства освіти України (буд. № 5)
- Видавництво «Освіта» (буд. № 5)
- Центральна басейнова клінічна лікарня МОЗ України (буд. № 9)
- Інститут нефрології АМН України (буд. № 9-А)